# Victor Catteau
Pour les articles homonymes, voir Catteau.
Victor Catteau , né le 18 septembre 1995 à Roubaix (Nord), est un homme politique français.
Issu de l'UMP, il intègre le Front national en 2014. Il est élu député dans la 5e circonscription du Nord en 2022.

## Biographie
Après avoir soutenu Nicolas Sarkozy et l'UMP au second tour de l'élection présidentielle de 2012, il rejoint le Front national en 2014. À la suite de l'échec de Marine Le Pen au second tour de l'élection présidentielle de 2017, il soutient le mouvement Les Patriotes de Florian Philippot, se caractérisant comme souverainiste. Cadre des Jeunes Patriotes, il abandonne toutefois Les Patriotes après les élections européennes de 2019.[réf. nécessaire]
Victor Catteau est un ancien membre de la Cocarde étudiante, syndicat étudiant proche du Rassemblement national.
Candidat aux élections législatives de 2022, il réalise le score de 24,97 % au premier tour et arrive à deux voix de la candidate NUPES qui réalise le score de 24,98 %. Au second tour, le 19 juin, il l'emporte avec 51,14 % des suffrages exprimés et devient député, devenant ainsi le premier député RN de la métropole lilloise,.
Dans le cadre des élections internes, il soutient Jordan Bardella pour la présidence du Rassemblement national.

## Polémiques
Basta ! relève qu'il « affiche « sympathiquement » le fait de « préférer mon chien aux migrants » » et qu'il a « diffusé sans leur consentement des images d’étudiantes voilées à la faculté de Lille ». 